# HMS Victorious (S29)
L'HMS Victorious è la seconda unità della classe Vanguard della Royal Navy. I sottomarini classe Vanguard sono il deterrente del Regno Unito, con le loro basi missilistiche nucleari Trident. Nel 2001 andò in collisione contro una unità della United States Coast Guard. La piccola nave si schiantò contro il periscopio danneggiandosi su una fiancata. Il sottomarino non riportò danni.
Caratteristiche generali
- Dislocamento: 16,000 tonnellate sommerso
- Propulsione: un reattore nucleare Rolls-Royce PWR2, due turbine GEC e un propulsore a idrogetto.
- Propulsori elettrici: due generatori diesel Paxman, due turbine a gas WH Allen
- Velocità: 25 nodi (46 km/h)
- Equipaggio: 14 ufficiali, 121 marinai
- Armamento strategico: 16 missili balistici Lockheed Trident II D5
- Armamento difensivo: 4 basi di lancio per 21 siluri da 533 mm e 16 siluri Spearfish